# مارینا زانفسکا
 مارینا زانفسکا (اوکراینی: Марина Заневська؛ زادهٔ ۲۴ اوت ۱۹۹۳) یک تنیس‌باز اهل اوکراین است.